# Paris (roman)
Pour les articles homonymes, voir Paris (homonymie).
Paris est un roman d'Émile Zola publié sous forme de feuilletons dans Le Journal du 23 octobre 1897  au 9 février 1898, en pleine Affaire Dreyfus. Il s'agit du troisième volet du cycle romanesque des Trois Villes, dont il constitue l'élément final après Lourdes et Rome.

## Résumé
L'abbé Pierre Froment est revenu à Paris après ses deux voyages infructueux. C'est dans la capitale, fraîchement réaménagée sous le Second Empire puis la IIIe République et agitée par de nombreux mouvements sociaux, que le héros va trouver le remède à ses maux.

## Place du roman dans la trilogie
Paris clôt la trilogie qui relate la quête éperdue de l'abbé Froment de la solution à ses angoisses et à la perte de sa foi.
Ce roman peut se définir comme un roman engagé par lequel Zola souhaite éveiller les consciences devant les inégalités produites par la modernité. C'est aussi une chronique de la vie politique de la fin du siècle : les nombreuses affaires de corruption, dont celle de Panama ; l'éveil du mouvement anarchiste. L'auteur alterne descriptions de la société haute bourgeoise et capitaliste régnante au XIXe siècle, et de la misère sociale de ce « quatrième état » dont Zola s'est fait l'un des plus fidèles peintres. Paris est donc bien un drame social.
Par ce roman, Zola achève la rédaction de cette fresque sociale qu'il avait entamée dans Les Rougon-Macquart. Il met aussi fin à cette tradition du XIXe siècle du roman comme miroir de la société, ce que Stendhal résumait de manière imagée dans Le Rouge et le Noir : « Un roman est un miroir qui se promène sur une grande route. Tantôt il reflète à vos yeux l'azur des cieux, tantôt la fange des bourbiers de la route. ». Dans la lignée d'un Balzac, d'un Stendhal, d'un Sue, d'un Flaubert ou d'un Hugo, Zola apporte la pierre finale à l'édifice majestueux de la littérature réaliste du XIXe siècle. Il contribue aussi au grand mythe romantique de Paris qui a traversé les âges.